# Pampasowiec grzywiasty
Pampasowiec grzywiasty, wilk grzywiasty (Chrysocyon brachyurus) – gatunek drapieżnego ssaka z rodziny psowatych i jej największy przedstawiciel w Ameryce Południowej. 

## Występowanie i środowisko
Zamieszkuje południową Brazylię (gdzie nazywany jest lobo-guará), Paragwaj i Boliwię oraz niewielkie obszary Argentyny.

## Ewolucja i systematyka
Według najnowszych badań genetycznych nie jest blisko spokrewniony z żadnym z pozostałych psowatych. Wydaje się, że jest pozostałością południowoamerykańskiej plejstoceńskiej fauny dużych ssaków. Jest jedynym przedstawicielem rodzaju pampasowiec (Chrysocyon).

### Etymologia
Nazwa rodzajowa: gr. χρυσος khrusos „złoto”; κυων kuōn, κυνος kunos „pies”. Epitet gatunkowy: gr. βραχυς brakhus „krótki”; -ουρος -ouros „-ogonowy”, od ουρα oura  „ogon”.

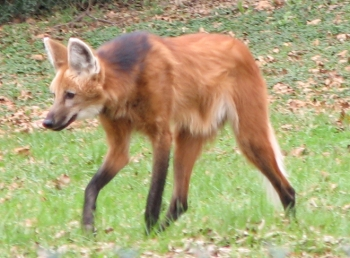

## Wygląd
Przypomina nieco lisa, ale ma bardzo długie kończyny. Kończyny przednie są krótsze od tylnych.
Sierść dość długa, miękka, ruda, po bokach czarny, krótka na nogach; na grzbiecie sierść czarna, nastroszona; ogon puszysty, może być biały lub czarny; podbrzusze białe. Na szyi i karku sztywna, odstająca grzywa długości ok. 13 cm. Wnętrze małżowiny ucha porośnięte białym włosem.

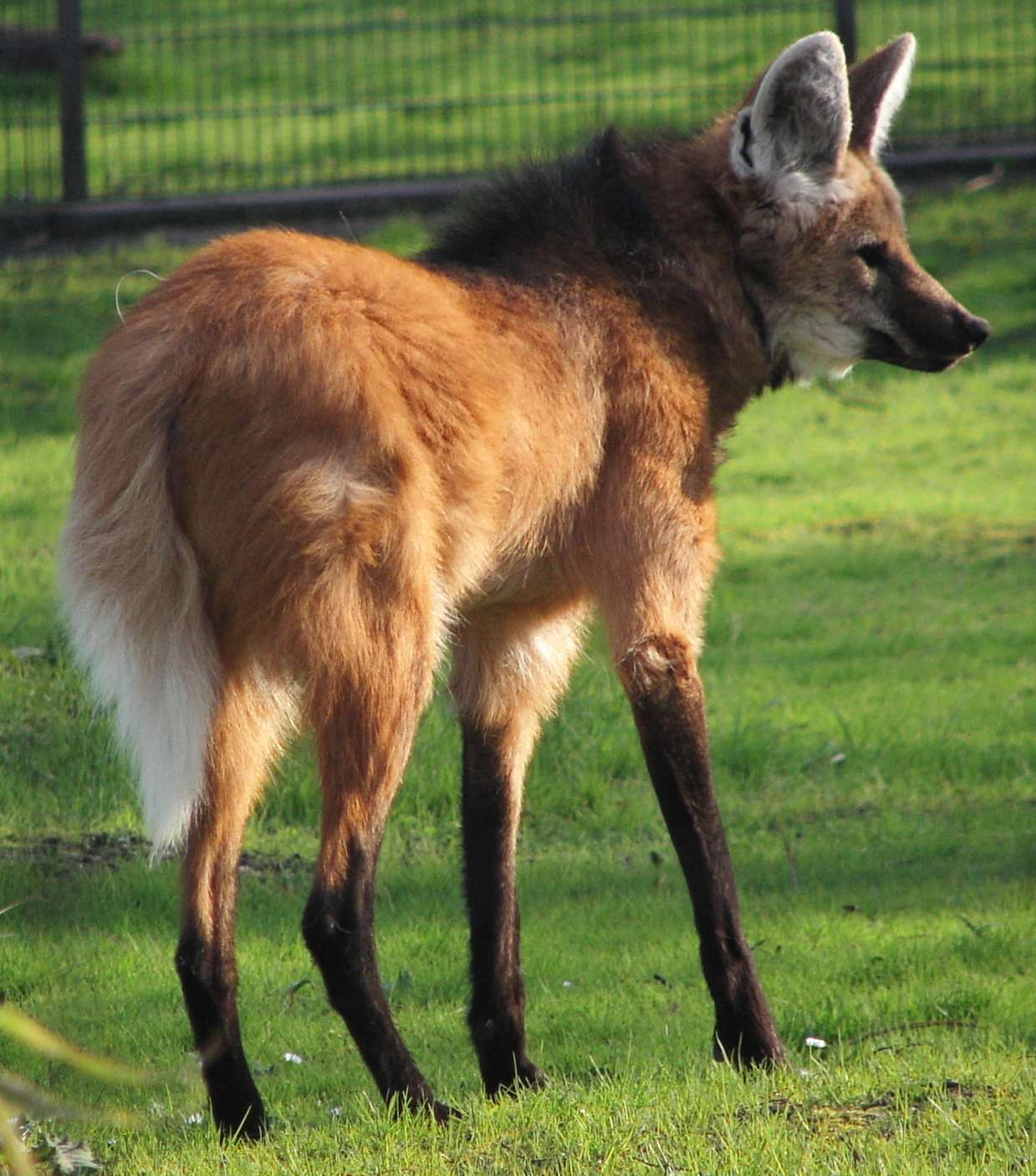

## Wielkość
Wysokość w kłębie: 75–91 cm
Długość ciała bez ogona: ok. 130 cm
Długość ogona: ok. 30 cm
Masa ciała: 20–25 kg

## Tryb życia i zachowanie
Aktywny wieczorem i nocą, w dzień odpoczywa w wysokiej trawie lub zaroślach, zwykle w tych samych miejscach. Samce wyraźnie bardziej aktywne od samic. Jego głos to pojedyncze szczeknięcia w sporych odstępach czasu. Poluje jak lis – podkradając się blisko do ofiary. W przeciwieństwie do większości dużych psowatych (wilk szary, likaon) nie tworzy stad. Żyje w parach, terytorium pary wynosi średnio 20–30 km². Chodzi inochodem, co sprawia, że kołysze się lekko na boki.

## Rozród
Dojrzałość płciowa w 1 roku życia, ale rozród dopiero w następnym; okres rui trwa 3–5 dni, ciąża trwa 62–66 dni; po tym okresie rodzi się 1–5 szczeniąt, każde o masie ok. 300g.

## Pożywienie
Poluje na gryzonie, króliki i ptaki. Duży procent jego diety stanowią owoce; niezbędnym roślinnym składnikiem jego jadłospisu jest tzw. wilcze jabłko, czyli lobeira (nazwa miejscowa) – Solanum lycocarpum z rodziny psiankowatych, bez którego zwierzę to choruje na nicieniowe zapalenie nerek. Wilk grzywiasty jest głównym czynnikiem rozprzestrzeniającym nasiona tej rośliny.

## Status
Według IUCN ma status NT „podwyższonego ryzyka”; jednakże zważywszy, że jego zasięg zmniejszył się znacznie (kiedyś obejmował też Urugwaj i Argentynę) nie można wykluczyć, że wkrótce dołączy do gatunków zagrożonych.
W Brazylii, Argentynie i Urugwaju polowanie na wilka grzywiastego jest prawnie zabronione. Działacze na rzecz ochrony przyrody podejmują również inne kroki, aby zapewnić mu przetrwanie, zwłaszcza że urbanizacja nadal postępuje na terenie jego naturalnego środowiska.
W 2012 roku brazylijscy naukowcy zapowiedzieli sklonowanie zwierząt ośmiu gatunków – w tym pampasowca grzywiastego. Celem tego działania ma być ochrona zagrożonych gatunków przed wymarciem.